# Орши
Орши́ (фр. Orchies) — коммуна во Франции, регион О-де-Франс, департамент Нор, центр кантона Орши, в 18 км к северо-востоку от Дуэ и в 26 км к юго-востоку от Лилля. Через территорию коммуны проходит автомагистраль А23.
Население (2017) — 8 828 человек.
Город известен своим музеем цикория.

## История
В 1297 году король Франции Филипп Красивый вступил в город во время своей кампании против взбунтовавшегося графа Фландрии: Орши был присоединен к королевскому домену в 1305 году по условиям Атисского мира. Позднее город был возвращен графству Фландрскому по случаю свадьбы брата короля Карла V, бургундского герцога Филиппа II Смелого, с наследницей Фландрии. В 1477 году город был разграблен войсками короля Франции Людовика XI во время войны с императором Максимилианом I за Бургундию после пресечения династии герцогов Бургундских. Город вновь стал французским только в 1668 году по Ахенскому договору, который положил конец войне между Францией и Испанией.
С 1708 по 1712 год город занимали англо-голландские войска. Во время войн Французской революции он несколько раз захватывался австрийской армией, но затем возвращался Французской Республике.
Во время Первой мировой войны Орши был сожжен немецкими войсками 25 сентября 1914, а затем полностью разрушен во время боев. Освобожден 19 октября 1918 года английскими войсками 1-го батальона Кембриджширского полка; этот эпизод упоминается в истории этого полка.

## Достопримечательности
- Здание мэрии 1610 года в стиле фламандского ренессанса
- Развалины средневековых укреплений и Башни дьявола
- Отель Варокье 1860 года в стиле неоренессанс
- Церковь Успения Богоматери, построенная после Второй мировой войны
- Музей цикория

## Экономика
Структура занятости населения:
- сельское хозяйство — 0,2 %
- промышленность — 12,0 %
- строительство — 5,9 %
- торговля, транспорт и сфера услуг — 52,3 %
- государственные и муниципальные службы — 29,6 %

Уровень безработицы (2017) — 13,5 % (Франция в целом — 12,8 %, департамент Нор — 17,2 %). 

Среднегодовой доход на 1 человека, евро (2017) — 20 760 (Франция в целом — 25 140, департамент Нор — 18 575).

## Демография
Динамика численности населения, чел.

## Администрация
Пост мэра Орши с 2018 года занимает социалист Людовик Роар (Ludovic Rohart). На муниципальных выборах 2020 года возглавляемый им левый список одержал победу в 1-м туре, получив 84,59 % голосов.
| Период | Период | Фамилия        | Партия                  | Примечания                                        |
| ------ | ------ | -------------- | ----------------------- | ------------------------------------------------- |
| 1974   | 1997   | Констан Девес  | Социалистическая партия |                                                   |
| 1997   | 2005   | Жан Дереньокур | Социалистическая партия |                                                   |
| 2005   | 2018   | Доминик Бэйи   | Социалистическая партия | член Регионального совета Нор-Па-де-Кале, сенатор |
| 2018   |        | Людовик Роар   | Социалистическая партия |                                                   |

## Города-побратимы
- Келсо, Шотландия

## Спорт
Мужской баскетбольный клуб Орши, выступающий в лиге B французского чемпионата.

## Галерея

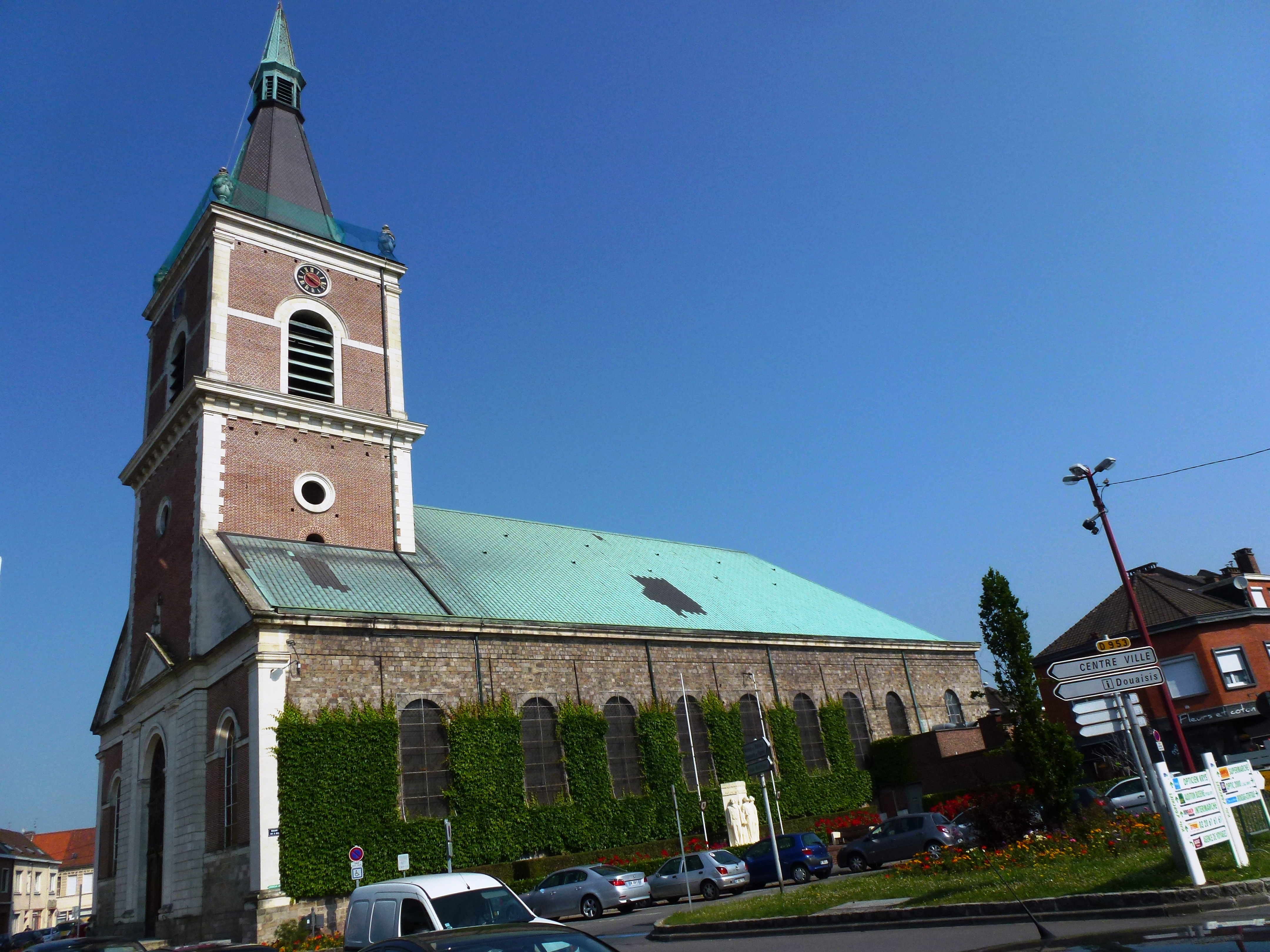
Церковь Успения Богоматери
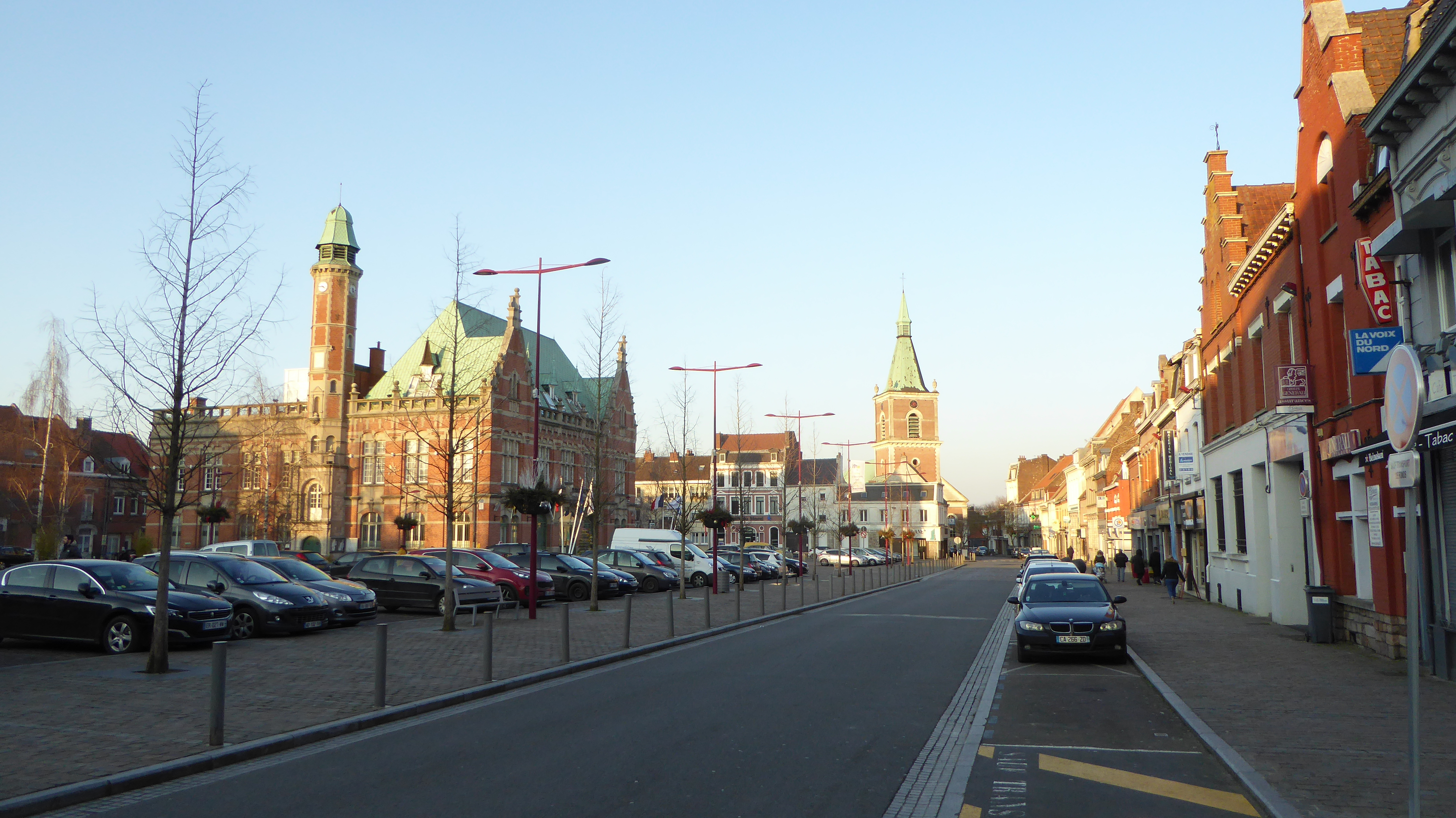
Центр города
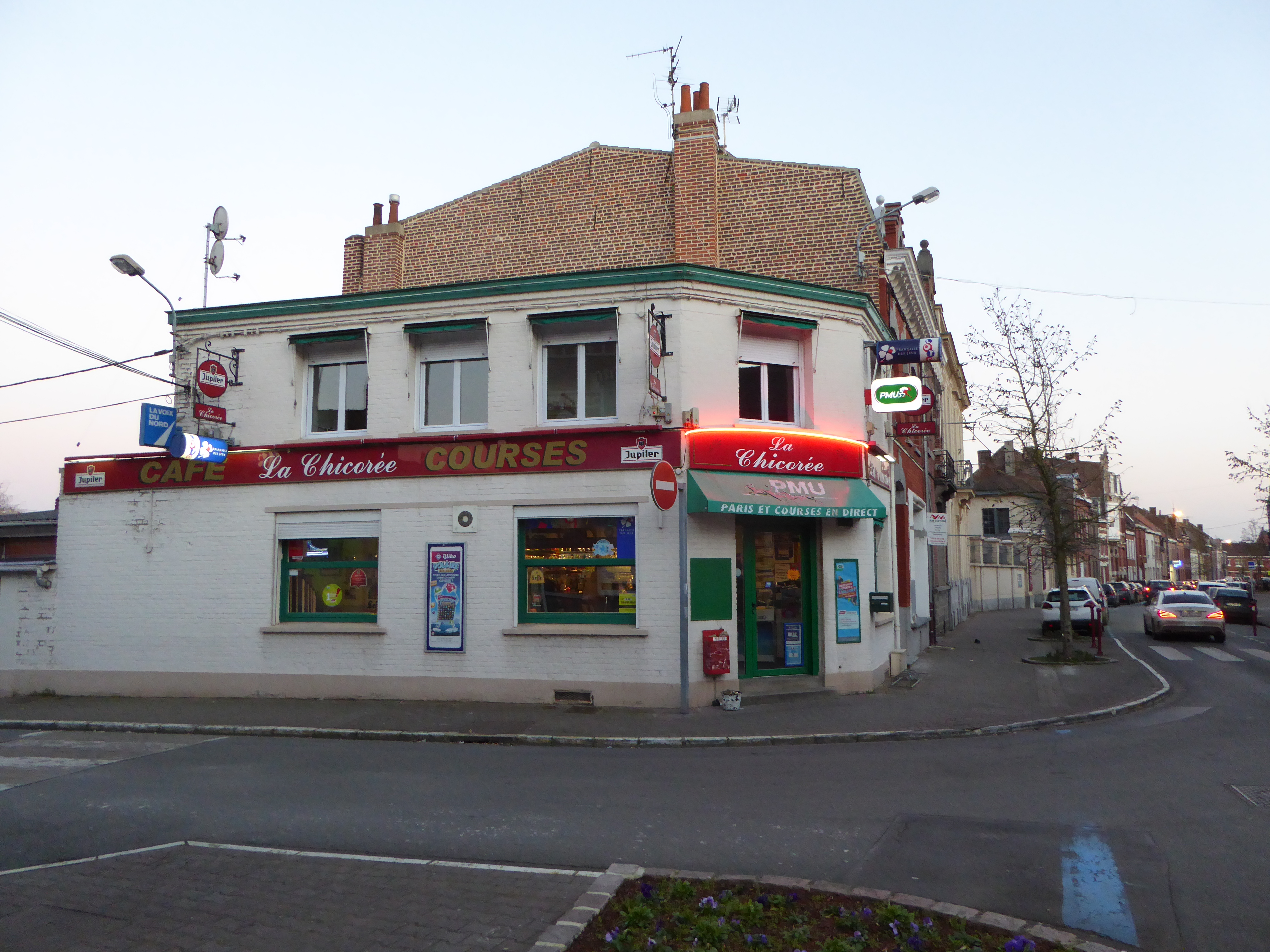
Музей цикория

1. 1 2  база данных о французских коммунах — Национальный географический институт Франции, 2015.